# Veliko Lacuna
La Veliko Lacuna è una struttura geologica della superficie di Titano.